# أبو سنان بن محصن
أبو سنان بن مِحصَن (المتوفي سنة 5 هـ) صحابي بدري من السابقين إلى الإسلام، ومن المهاجرين، شارك في غزوات بدر وأحد والخندق، وتوفي سنة 5 هـ أثناء حصار بني قريظة.

## سيرته
كان أبو سنان بن محصن بن حرثان بن قيس الأسدي حليفًا لبني عبد شمس بن عبد مناف، قيل اسم أبي سنان هو «وهب»، وقد أسلم أبو سنان، وهاجر إلى يثرب، وشهد مع النبي محمد غزوات بدر وأحد والخندق، ومات أبو سنان سنة 5 هـ أثناء حصار النبي محمد لبني قريظة، وعمره يومئذ 40 سنة، وكان أكبرمن أخيه عكاشة بن محصن بسنتين.